# Apel·les Fenosa
Apel·les Fenosa i Florensa, né à Barcelone le 16 mai 1899, et mort à Paris le 25 mars 1988, est un sculpteur espagnol.

## Biographie
Apel·les Fenosa naît en Catalogne dans un milieu cultivé. Il devient sculpteur en suivant un cursus qui l'amène à travailler dans l'atelier d'Enrique Casanovas. Il fait siennes les idées du modernisme et rallie le groupe des évolutionnistes : Rebull, Granyer, Viladomat.
Ayant des sympathies pour la cause anarchiste, il refuse le service militaire et part pour la France en 1920, s'arrêtant brièvement à Toulouse avant de monter à Paris en 1921. Il s'intègre rapidement au milieu artistique et rencontre Jules Supervielle, Max Jacob et, surtout, Pablo Picasso. Ce dernier l'encourage dans la voie de la sculpture et lui achète ses premières œuvres parisiennes. Dès lors, Fenosa expose tant à Paris qu'à Barcelone : en 1924, Max Jacob préface sa première exposition parisienne, ainsi que celle de la galerie Zborowski en 1928.
Fenosa est en Catalogne lorsqu'en 1931 est proclamée la Seconde République espagnole : il y reste et, proche des anarchistes, combat dans les rangs républicains lors de la guerre d'Espagne. Il participe à la Biennale de Venise en 1936. À l'arrivée au pouvoir du franquisme, il s'établit définitivement à Paris. 
En 1942, il rencontre Paul Éluard chez Picasso. Fenosa déjeunera longtemps plusieurs fois par semaine avec le peintre et le poète. Éluard lui commande un buste de lui-même à la cire perdue, puis un autre de son épouse Nusch. Il dédiera à Fenosa un poème non repris en recueil. 
En 1944, le Comité de libération du Limousin lui commande une sculpture commémorant le massacre d'Oradour-sur-Glane : le Monument aux Martyrs d'Oradour (1944-1945), d'abord prévu pour Oradour, déchaîne les passions (de l'évêque en particulier) et part en exil à Paris. Exhumée des réserves du musée d'art moderne par Robert Savy (adjoint au maire de Limoges), l'œuvre est installée à l'entrée de Limoges en 1980. Ce n'est qu'en 1999 qu'elle trouve une place à Oradour.
À partir de 1946, Fenosa expose individuellement ou collectivement à Paris, Londres, Barcelone, Madrid, Prague, New-York, Tokyo, Rabat, Osaka, Casablanca, Carrare. Certains des plus grands écrivains et poètes de son temps préfacent ses expositions personnelles : Éluard, Cocteau, Supervielle, Ponge, Neruda, Cournot, Caillois, Espriu…
En 1981, il réalise sur commande de l'Unesco la statuette L'Olivier, qui sera le trophée remis aux lauréats du prix de l'éducation pour la paix décerné annuellement par l'organisation.
En 1982 lui est décernée la médaille d'or de la généralité de Catalogne. 
En 1983, il est nommé chevalier de la Légion d'honneur puis, en 1987, il reçoit la médaille d'or de la ville de Barcelone.
Il meurt à son domicile parisien le 25 mars 1988.

## Expositions rétrospectives
- Paris, galerie Jacques Dubourg, six expositions personnelles entre 1946 et 1970[4].
- Madrid, Bibliothèque nationale d'Espagne, 1979
- Paris, musée Rodin, 1980
- Barcelone, Palau de Virreina, 1983-1984
- Paris, galerie VivoEquidem, 2009

## Œuvres notoires
- 1923 : Guitarrista
- 1925 : Mujer sentada. Paris
- 1929 : Palmira. Paris
- 1930 : Mujer tendida. Barcelone

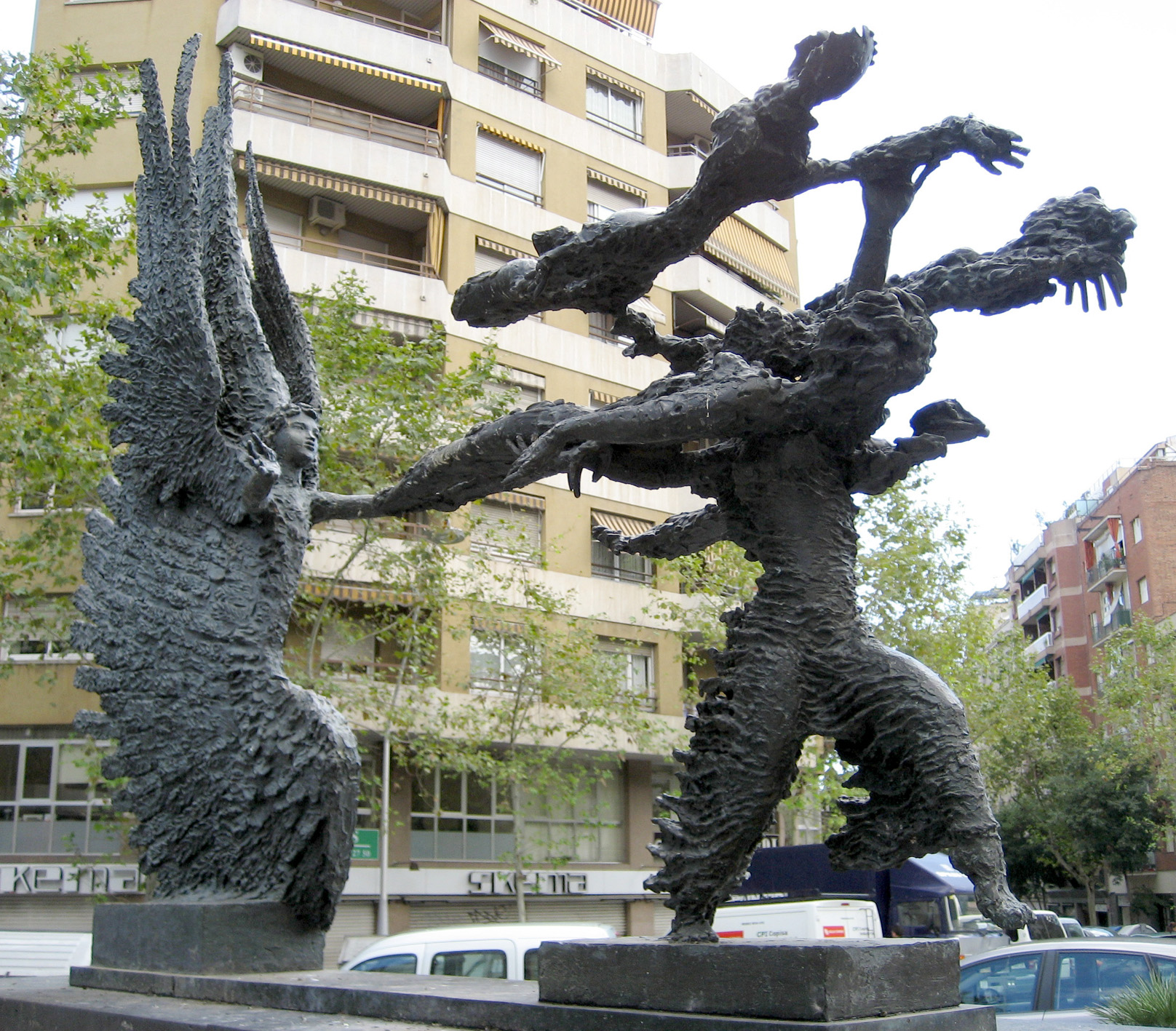
El bon temps perseguint la tempesta, Barcelone.

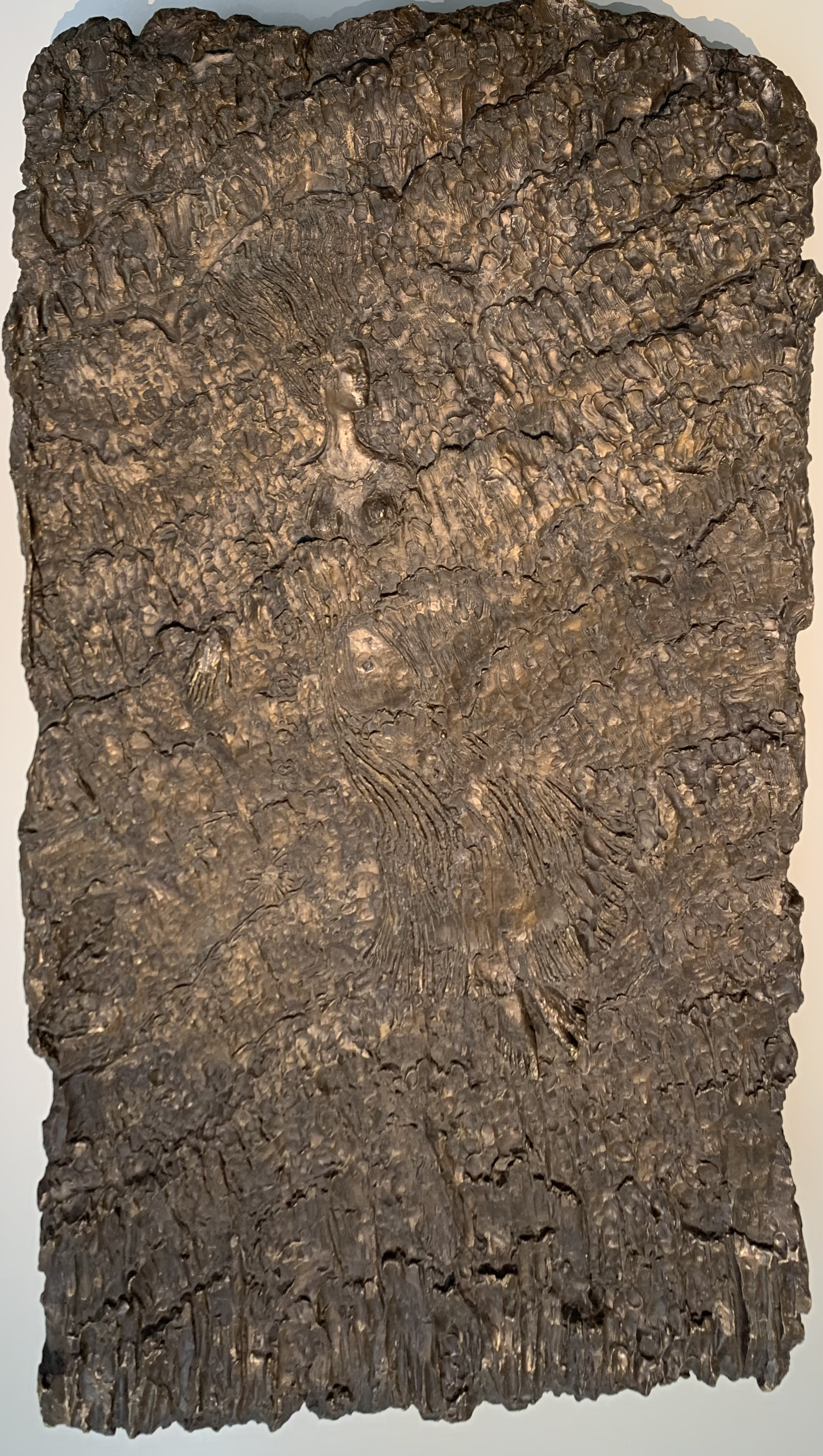
Ophélia, Apel.les Fenosa, 1951, bronze, MBA Dijon

- 1931 : Muchacha en el balcón. Barcelone
- 1938 : Lleida
- 1939 : Buste de Jean Cocteau à l'écharpe
- 1939 : Buste de Jean Marais
- 1944 : Monument aux martyrs d'Oradour-sur-Glane
- 1950 : Métamorphose des sœurs de Phaéton. Fundación Apel·les Fenosa, El Vendrell (Tarragone)
- 1951 : Bas-relief Ophélie, inspiré par Rimbaud. Fundación Fenosa, El Vendrell, et inauguré à La Défense en 1987
- 1957 : Christ. Église du Christ-roi, Fribourg (Suisse)
- 1957 : Tempestad perseguida por el Buen Tiempo
- 1961 : Mujer con los brazos alzados. Fundación Fenosa, El Vendrell
- 1966 : Busto de Nicole con sombrero
- 1970 : La Primera. Fundación Fenosa, El Vendrell
- 1971 : Orlando furioso. Fundación Fenosa, El Vendrell, et quartier Antigone, Montpellier[5]
- 1949 : Polyphème. Installé à Dole en 1972
- 1973 : Primavera. Fundació Fenosa, El Vendrell
- 1973 : Sphinx. Fronton de la porte du Conseil constitutionnel, Paris.
- 1977 : Monument à Pau Casals. Turó Park[6]., Barcelone
- 1977 : Relief de Saint Georges terrassant le dragon. Centre d'études catalanes de La Sorbonne (rue Sainte-Croix-de-la-Bretonnerie)
- 1978 : El Buen Tiempo persiguiendo a la Tempestad. Avenue Gaudí, Barcelone et La Défense, Paris